# Primera División Uruguaya 1999
La Primera División Uruguaya 1999 è stata la 96ª edizione del campionato di calcio della massima divisione dell'Uruguay.
Le squadre partecipanti al torneo furono quindici e il titolo venne vinto dal Peñarol.

## Apertura
| Pos. | Squadra              | G  | V  | N | P | GF | GS | Punti |
| ---- | -------------------- | -- | -- | - | - | -- | -- | ----- |
| 1    | Nacional             | 14 | 11 | 1 | 2 | 35 | 10 | 34    |
| 2    | Defensor Sporting    | 14 | 10 | 3 | 1 | 40 | 16 | 33    |
| 3    | Danubio              | 14 | 8  | 2 | 4 | 39 | 24 | 26    |
| 4    | Bella Vista          | 14 | 7  | 5 | 2 | 25 | 15 | 26    |
| 5    | Peñarol              | 14 | 7  | 4 | 3 | 24 | 13 | 25    |
| 6    | Cerro                | 14 | 7  | 0 | 7 | 24 | 30 | 21    |
| 7    | Rentistas            | 14 | 4  | 5 | 5 | 15 | 14 | 17    |
| 8    | Huracán Buceo        | 14 | 4  | 5 | 5 | 17 | 27 | 17    |
| 9    | Deportivo Maldonado  | 14 | 4  | 4 | 6 | 22 | 25 | 16    |
| 10   | River Plate          | 14 | 4  | 4 | 6 | 14 | 21 | 16    |
| 11   | Frontera Rivera      | 14 | 3  | 4 | 7 | 16 | 20 | 13    |
| 12   | Tacuarembó           | 14 | 4  | 1 | 9 | 12 | 23 | 13    |
| 13   | Paysandú Bella Vista | 14 | 3  | 4 | 7 | 9  | 21 | 13    |
| 14   | Rampla Juniors       | 14 | 3  | 2 | 9 | 9  | 25 | 11    |
| 15   | Liverpool            | 14 | 0  | 8 | 6 | 5  | 22 | 8     |

G = Partite giocate; V = Vittorie; N = Nulle/Pareggi; P = Perse; GF = Goal fatti; GS = Goal subiti; 

## Clausura
| Pos. | Squadra              | G  | V  | N | P  | GF | GS | Punti |
| ---- | -------------------- | -- | -- | - | -- | -- | -- | ----- |
| 1    | Peñarol              | 14 | 12 | 2 | 0  | 47 | 12 | 38    |
| 2    | Nacional             | 14 | 9  | 2 | 3  | 30 | 17 | 29    |
| 3    | Danubio              | 14 | 8  | 4 | 2  | 25 | 16 | 28    |
| 4    | Defensor Sporting    | 14 | 7  | 4 | 3  | 20 | 14 | 25    |
| 5    | Huracán Buceo        | 14 | 7  | 3 | 4  | 17 | 17 | 24    |
| 6    | Liverpool            | 14 | 5  | 5 | 4  | 18 | 12 | 20    |
| 7    | River Plate          | 14 | 5  | 5 | 4  | 22 | 21 | 20    |
| 8    | Bella Vista          | 14 | 5  | 4 | 5  | 21 | 23 | 19    |
| 9    | Frontera Rivera      | 14 | 5  | 2 | 7  | 23 | 22 | 17    |
| 10   | Cerro                | 14 | 4  | 4 | 6  | 13 | 17 | 16    |
| 11   | Paysandú Bella Vista | 14 | 3  | 6 | 5  | 16 | 26 | 15    |
| 12   | Rampla Juniors       | 14 | 5  | 0 | 9  | 19 | 31 | 15    |
| 13   | Deportivo Maldonado  | 14 | 3  | 5 | 6  | 17 | 29 | 14    |
| 14   | Tacuarembó           | 14 | 0  | 4 | 10 | 8  | 20 | 4     |
| 15   | Rentistas            | 14 | 0  | 4 | 10 | 8  | 27 | 4     |

G = Partite giocate; V = Vittorie; N = Nulle/Pareggi; P = Perse; GF = Goal fatti; GS = Goal subiti; 

## Complessivo
| Pos. | Squadra              | G  | V  | N  | P  | GF | GS | Punti |
| ---- | -------------------- | -- | -- | -- | -- | -- | -- | ----- |
| 1    | Peñarol              | 28 | 19 | 6  | 3  | 71 | 25 | 63    |
| 2    | Nacional             | 28 | 20 | 3  | 5  | 65 | 27 | 63    |
| 3    | Defensor Sporting    | 28 | 17 | 7  | 4  | 60 | 30 | 58    |
| 4    | Danubio              | 28 | 16 | 6  | 6  | 64 | 40 | 54    |
| 5    | Bella Vista          | 28 | 12 | 9  | 7  | 46 | 38 | 45    |
| 6    | Huracán Buceo        | 28 | 11 | 8  | 9  | 34 | 44 | 41    |
| 7    | Cerro                | 28 | 11 | 4  | 13 | 37 | 47 | 37    |
| 8    | River Plate          | 28 | 9  | 9  | 10 | 36 | 42 | 36    |
| 9    | Frontera Rivera      | 28 | 8  | 6  | 14 | 39 | 42 | 30    |
| 10   | Deportivo Maldonado  | 28 | 7  | 9  | 12 | 39 | 54 | 30    |
| 11   | Liverpool            | 28 | 5  | 13 | 10 | 23 | 34 | 28    |
| 12   | Paysandú Bella Vista | 28 | 6  | 10 | 12 | 25 | 47 | 28    |
| 13   | Rampla Juniors       | 28 | 8  | 2  | 18 | 28 | 56 | 26    |
| 14   | Rentistas            | 28 | 4  | 9  | 15 | 23 | 41 | 21    |
| 15   | Tacuarembó           | 28 | 4  | 5  | 19 | 20 | 43 | 17    |

G = Partite giocate; V = Vittorie; N = Nulle/Pareggi; P = Perse; GF = Goal fatti; GS = Goal subiti; 

## Finale

### Andata
| Arbitro: | Bello |

| |            | |
| Romero 55’ | Marcatori  | 64’ Álvez |
| · Flores P · Cafú D · J. De los Santos D · Bizera D · D. Rodríguez D · 7’ De Souza C · Romero C · Bengoechea C · Cedrés C · 21’ Pacheco A · 21’ Pandiani A | Formazioni | · P Nicola · D C. De los Santos · D H. Rodríguez · D Jorgeão · D Bergara · C Morales · C Camejo · C Guigou · C Coelho 59’ · C Varela · A Álvez 63’ 72’ · A Delgado · A Sosa 59’ · A Regueiro |
| Ribas | Allenatori | De León |

### Ritorno
| Arbitro: | Méndez |

| |            | |
| Álvez 3’ (rig.) | Marcatori  | 17’ Bengoechea |
| · Nicola P · C. De los Santos D · 72’ H. Rodríguez D · Jorgeão D · Bergara D · 54’ Morales C · 90’ Camejo C · 69’ Guigou C · 89’ Delgado C · 59’ Coelho C · 82’ Regueiro A · Álvez A · 52’ 53’ Sosa A · Varela A | Formazioni | · P Flores · D Cafú 89’ · D J. De los Santos · D Bizera 43’, 67’ · D D. Rodríguez · C De Souza 27’, 40’ · C Romero 78’ · C Bengoechea 86’ · A De Lima · C Cedrés · A Pacheco 17’ 69’ · A Cancela · A Pandiani 69’ · D Aguirregaray |
| De León | Allenatori | Coccaro |

### Spareggio
| Arbitro: | Komjetán |

| |            | |
| D. Rodríguez 33’ Pandiani 35’ | Marcatori  | 19’ (rig.) Álvez |
| · Flores P · Rotundo D · M. De los Santos D · J. De los Santos D · D. Rodríguez D · Romero C · 31’ Bengoechea C · 31’ 65’ García C · 65’ Carreño C · 53’ Cancela C · 53’ Aguirregaray D · Cedrés C · Pacheco A · Pandiani A | Formazioni | · P Nicola · D C. De los Santos 53’ · D Del Campo 53’ · D H. Rodríguez · D Jorgeão · D Bergara · C O. Morales 58’ · A R. Morales 58’ · C Scotti · C Varela · C Guigou · A Regueiro 50’ · A Sosa 50’ · A Álvez |
| Coccaro | Allenatori | De León |

## Classifica marcatori
| Gol |  |  | Giocatore     | Squadra  |
| --- |  |  | ------------- | -------- |
| 24  |  |  | Gabriel Álvez | Nacional |